# Enteogen
Un enteogen (del grec entheos "divinitat a dins" i gen "que genera") és una substància química utilitzada en un context religiós, xamànic, o espiritual per a una experiència espiritual.
El neologisme enteogen va ser encunyat el 1979 per un grup de etnobotànics i acadèmics de la mitologia (Carl A. P. Ruck, Jeremy Bigwood, Danny Staples, Richard Evans Schultes, Jonathan Ott i R. Gordon Wasson). El terme prové de dues paraules del grec antic, ἔνθεος (entheos) i γενέσθαι (genesthai). L'adjectiu entheos es tradueix al català com "ple del déu, inspirat, posseït", i és l'arrel de la paraula catalana entusiasme. Els grecs el van utilitzar com a terme d'elogi per a poetes i altres artistes. Genesthai significa "per venir a ser." Per això, un enteogen és un fàrmac que causa que hom esdevingui inspirat o experimente sentiments d'inspiració, sovint d'una manera religiosa o espiritual.
Des de la prehistòria, substàncies psicoatives han sigut emprades per a tractar de contactar amb la divinitat.